# Club Sportivo Villa Ballester
El Club Sportivo Villa Ballester es un club deportivo argentino de fútbol de la localidad de Villa Guido, ubicada en el partido de San Martín que se encuentra en el Gran Buenos Aires. Es reconocido por haber participado durante el amateurismo en los distintos campeonatos de la Segunda División de Argentina, segunda categoría del fútbol argentino, alcanzando en varias oportunidades el subcampeonato.
Fundado en 1900, es una de las instituciones deportivas mas antiguas del país en actividad.

## Historia

### Inicios
El 1 de julio de 1900, se funda el Club Atlético Villa Ballester en la ciudad homónima por iniciativa de Daniel Mac Maney, quien fue el presidente de aquella primera comisión directiva. Desde sus inicios, el club estuvo dedicado al atletismo y al football. Cerca de la residencia de Mac Maney, que donó el primer balon, se encontraba el primer campo de juego del club, situado en el actual Parque Roca.
El 5 de enero de 1901 fue la primera reunión de la Comisión Directiva.
En 1902, debieron mudar de campo de juego a uno ubicado entre las calles Independencia e Ituzaingó.

### Llegada a la AFA
Fue para 1903 que el club se afilió a la Argentine Football Association, iniciando su participación en el campeonato de Tercera División. En aquel primer torneo, lejos de tener buenos resultados, finalizó último junto a Plate United.
El 9 de agosto consiguió su primer triunfo en el fútbol argentino, al vencer a Instituto Americano por 3 a 0. Los goles fueron anotados por Barbieri, Guidobono y Pearson.
En el torneo de 1904, que contó con un subito aumento de equipos, el equipo logró ser ganador de la Zona 3 y avanzó a los cuartos de final, donde se enfrentó al tercer equipo de Alumni: en un primer encuentro, cayó por 1 a 0, pero fue anulado tras un reclamo; en el segundo encuentro quedo finalmente eliminado, perdiendo por el mismo resultado. En octubre hizo su debut en la Copa El Diario, venciendo por 2 a 1 a la reserva de San Isidro, quedando eliminado ante Estudiantil Porteño en cuartos.

### El paso a Segunda División
En el torneo de 1905, la institución decidió competir con dos equipos. En la Zona 1, el primer equipo se enfrentó y venció a equipos que tendrían en el futuro gran trascendencia en el fútbol argentino: el 21 de mayo se enfrentó a Gimnasia y Esgrima La Plata, con los goles de Barbieri, Pearson y dos de Estavilo; a la semana siguiente se enfrentó a uno de los futuros cinco grandes, a River Plate, al que venció por 2 a 0; el 30 de julio, con gol de Barbieri, volvió a vencer a los millonarios en su campo de la Dársena Sur; y el 10 de septiembre volvió a vencer al lobo por 3 a 1. Por su parte, el segundo equipo, se enfrentó al segundo equipo de Racing, al que venció por 2 a 0, e igualó por 0 a 0 en su antiguo estadio de Avellaneda.
Ambas formaciones lograron ganar sus respectivas zonas y avanzaron a semifinales, jugando ambos el 15 de octubre: el primer equipo cayó por 2 a 0 ante Tiro Federal de San Fernando, y el segundo equipo terminó cayendo por 7 a 1 ante la reserva de Alumni.
Por la Copa El Diario, logró alcanzar la final: por los octavos de final, venció al tercer equipo de San Isidro por 2 a 0, con los goles de Mompelat; en los cuartos de final, venció a River Plate por 1 a 0, con gol de Mompelat; en las semifinales, venció a Gimnasia y Esgrima por 6 a 0, con un hat trick de Barbieri y los goles de Estavilo, Fiorito y Mompelat. El 8 de octubre, se enfrentó a la reserva de Alumni en el Stadium de Palermo, donde cayó por 1 a 0 en la prórroga.
Los buenos resultados de sus equipos en el campeonato y en la copa de competencia motivaron al club a inscribirse al año siguiente en Segunda División.

### En Segunda División
El 6 de mayo de 1906, hizo su debut en Segunda División, venciendo por 8 a 0 a Saint George's, con tres goles de Barbieri 3, dos de Goephet y Pearson, y un gol de Oates. Llegó a la última fecha con chances de clasificarse a semifinales: el 23 de septiembre, acabó su disputa en la zona venciendo a Saint George's, alcanzando a Porteño; sin embargo, el 7 de octubre se resolvió que se dispute nuevamente el partido suspendido de Porteño ante San Isidro, que iban ganando estos últimos, y allí obtuvo con el empate el punto que le dio el pase a las semifinales. Por la Copa Bullrich, tras vencer al tercer equipo de Belgrano y a Racing, alcanzó las semifinales, donde cayó ante la reserva de Porteño.
En el torneo de 1907 volvió a realizar una buena campaña, peleando por meterse en semifinales hasta las últimas fechas. Sin embargo, las derrotas ante el tercer equipo de Porteño y ante River Plate, lo dejaron afuera. Por la Copa Bullrich, quedó eliminado rápidamente ante Nacional.
El 7 de junio de 1908, se enfrentó por primera vez a Boca Juniors por el campeonato, siendo derrotado por 2 a 1. Grandjeam marcó el único gol de los locales.

### Primera desafiliación
Luego de dos años sin mayores éxitos, en 1910, el club decide no competir en Segunda División y regresar a Tercera División, donde compitió mayoritariamente contra equipos de reserva y juveniles.
En medio de dificultades económicas por afrontar, el club decide cesar actividades.

### El regreso
En 1912, por iniciativa de Santiago Fiorito, se reanudaron las actividades en el club, la cantidad de socios pasa de 50 a 80 y el club se renombra como Club Sportivo Villa Ballester.
Ese mismo año regresa a la Asociación Argentina de Football, incorporándose a la División Intermedia, división que desde 1911 ocupaba la segunda categoría, a partir de 1913. En aquel torneo, compartió grupo con Huracán.
En 1914, con un equipo en Tercera División, se consagra campeón por primera vez al ganar la Copa El Diario. Aquel equipo estaba integrado por Bernardo Lacoste, Alfredo Antonucci, Juan Carlos Fiorito, Manuel Dobal, Domingo Liberatore, Juan Garay, Vicente Bagallo, Eduardo Monpelat, Américo Molinatti y Luis Ferrero. En aquel año, tras ser electo presidente del club Juan Tanereli, se obtuvo de la Municipalidad la cesión de los terrenos de la Plaza Klein.

### Paso a la Asociación Amateurs
En 1916 desciende a Segunda División.
En el torneo de 1917, realiza una buena campaña en la Sección 1 de la Zona Norte, quedando a dos puntos del Sportivo Palermo, que avanzó a la siguiente fase. En el torneo de 1918, no obtiene los mismos resultados y termina penúltimo solo por encima de la reserva de Tracción.
Tras el torneo de 1919, que estuvo afectado por la escisión en la Asociación, el club se desafilia. Junto a otros clubes desafiliados y expulsados, se afilia a la nueva Asociación Amateurs de Football y retorna a la División Intermedia en 1920.

#### Los subcampeonatos
Luego de una moderada participación en 1920, el equipo se volvió uno de los animadores del torneo, disputando el título y el ascenso a Primera hasta las últimas fechas.
En 1921 logra el subcampeonato por primera vez, quedando a cuatro puntos de Palermo, que consiguió el título y el ascenso.
En 1922 estuvo muy cerca de coronarse campeón, luego de que finalizara puntero del campeonato. Sin embargo, tras un reclamo de Argentino del Sud con respecto al partido frente a Rivadavia, el Consejo de Neutrales falló a su favor y obtuvo los puntos suficientes para quedarse con el título y el ascenso.
En el torneo de 1924, a pesar de los retiros de Alvear y Boedo, terminó cerca de la zona de descenso al terminar penúltimo, aunque finalmente el descenso sería anulado.

### Nuevo descenso
En el torneo de 1926, realizó una buena campaña, disputando hasta la última fecha el pase a las finales con San Telmo, con quien obtuvo un crucial empate de visita en la penúltima fecha. Tras la disputa de la última fecha, Villa Ballester había alcanzado la cima de la Zona 1; sin embargo, San Telmo tenía pendiente un partido ante Liniers, el cual terminó ganando.
En noviembre, mientras se disputaban los últimos partidos de las zonas, se empezaba a gestionar la fusión de las asociaciones y era emitido el Laudo por el Presidente de la Nación, Marcelo T. de Alvear, árbitro deportivo de la fusión, donde se constituía una nueva Primera División con menos equipos, Finalmente, en la Asamblea Ordinaria del 24 de febrero de 1927, se constituyó la Primera División B con los 16 clubes relegados y desafiliados de Primera División de la extinta Asociación Argentina y los campeones de División Intermedia, por lo que esta última división descendió a la tercera categoría.
En el torneo de 1927, su rendimiento decayó y terminó último en la Sección 3 de la Zona Norte, aunque mantuvo la categoría al no haber descensos.

### Últimos años en el fútbol argentino
En 1929, el club estuvo desafiliado y no participó del campeonato, retornando al año siguiente. En los posteriores torneos mantuvo un rendimiendo regular, lejos de avanzar al cuadrangular por el ascenso.

#### La desafiliación
En la Asamblea del 24 de febrero de 1933, la Asociación resolvió la eliminación de la Primera División B y la División Intermedia, siendo reemplazados por la Segunda División. De tal modo, el club fue promovido nuevamente a la segunda categoría.
El 14 de mayo, hizo su debut en el torneo cayendo por 2 a 0 ante el Sportivo Florida. Tras un flojo inicio, logró su primer triunfo el 25 de junio goleando por 5 a 0 a Boulogne. Luego no disputaría varios partidos, perdiendo los puntos excepto ante Olivos. El 10 de septiembre disputó su último partido, venciendo por 1 a 0 a Central Argentino. Tras perder los puntos ante Boulogne, finalizó penúltimo junto a Martínez.
Para 1934, el club ya se había alejado de la Asociación Argentina, que se encaminaba a fusionarse con la Liga Argentina a finales de ese año.

### Nuevos rumbos
Antes de alejarse del fútbol argentino, ya incursionaba en otros deportes: en septiembre de 1921, fue partícipe de la fundación de la Asociación Argentina de Tenis; en agosto de 1929, estuvo en la fundación de la Confederación Argentina de Básquetbol; y en 1932, en la fundación de la Federación Argentina de Volleyball. Para 1923, el club disponía de dos canchas de tenis y una de bochas. El 1 de mayo de 1924, por iniciativa del club se funda la Biblioteca Popular Bernardino Rivadavia. En 1926, se construyeron dos canchas de bochas.
En 1935, Ramón Torcuato Mur donó fondos para la construcción de un natatorio.
En 1963, los equipos masculino y femenino de voleibol logran el ascenso a Primera División.
En 1987, el equipo femenino se consagró campeón de la Liga Nacional de Cestoball.
En 2001, el equipo femenino sub-17 se consagró campeón nacional.

### Actualidad
En 2021, la Cámara de Diputados de la Provincia de Buenos Aires, por motivo del 121.° aniversario de la institución, declara al club de interés legislativo.

## Estadio
El primer campo de juego del club estuvo ubicado en la antigua Plaza Klein, entre las calles Artigas y Belgrano, donde actualmente está el Parque Roca, en Villa Ballester.

## Datos del club

### Temporadas
- Temporadas en Segunda División: 16
  - Temporadas en Segunda División: 4 (1906-1909)
  - Temporadas en División Intermedia: 11 (1913-1916, 1920-1926)
  - Temporadas en Segunda División: 1 (1933)
- Temporadas en Tercera División: 13
  - Temporadas en Tercera División: 4 (1903-1905, 1910)
  - Temporadas en Segunda División: 3 (1917-1919)
  - Temporadas en División Intermedia: 6 (1927-1932)

### Cronología por año
Cronología del club en categorías de la Asociación Argentina de Football y Asociación Amateurs de Football:
| Temp. | Div. | Clubes | Pos. | Pts | PJ | PG | PE | PP | GF | GC | DG | Copa                    | Otras copas |
| ----- | ---- | ------ | ---- | --- | -- | -- | -- | -- | -- | -- | -- | ----------------------- | ----------- |
| 1903  | 3D   | 11     | 10.° | 9   | 20 | 3  | 3  | 14 | 11 | 17 | -8 | —                       | —           |
| 1904  | 3D   | 21     | CF   |     | 14 | 7  | 1  | 3  |    |    |    | Cuartos de final (CCED) | —           |
| 1905  | 3D   | 31     | SF   | 23  | 15 | 10 | 3  | 2  | 28 | 12 | 16 | Subcampeón (CCED)       | —           |
| 1906  | 2D   | 19     | 2.°  | 14  | 10 | 6  | 2  | 2  | 28 | 7  | 21 | Semifinales (CCAB)      | —           |
| 1907  | 2D   | 30     | 3.°  | 25  | 18 | 10 | 5  | 3  | 25 | 17 | 8  | Octavos de final (CCAB) | —           |
| 1908  | 2D   | 36     | 4.°  | 18  | 14 | 8  | 2  | 4  | 31 | 17 | 14 | Octavos de final (CCAB) | —           |
| 1909  | 2D   | 37     | —    |     | 18 |    |    |    |    |    |    |                         | —           |
| 1910  | 3D   | 28     | —    |     | 18 |    |    |    |    |    |    |                         | —           |
| 1913  | DI   | 26     | —    |     | 14 |    |    |    |    |    |    |                         | —           |
| 1914  | DI   |        | —    |     |    |    |    |    |    |    |    |                         | —           |
| 1915  | DI   | 30     | —    |     | 18 |    |    |    |    |    |    |                         | —           |
| 1917  | 2D   | 72     | 2.°  | 23  | 14 | 10 | 3  | 1  | 36 | 7  | 29 |                         | —           |
| 1918  | 2D   | 87     | 5.°  | 7   | 10 | 2  | 3  | 5  | 9  | 12 | -3 |                         | —           |
| 1919  | 2D   | 49     | —    |     |    |    |    |    |    |    |    |                         | —           |
| 1920  | DI   | 12     | 6.°  | 23  | 22 | 9  | 5  | 8  | 23 | 11 | 12 |                         | —           |
| 1921  | DI   | 11     | 2.°  | 31  | 20 | 13 | 5  | 2  |    |    |    |                         | —           |
| 1922  | DI   | 17     | 2.°  | 57  | 32 | 27 | 3  | 2  |    |    |    |                         | —           |
| 1923  | DI   | 20     | 6.°  | 17  | 18 | 6  | 5  | 7  |    |    |    |                         | —           |
| 1924  | DI   | 22     | 7.°  | 11  | 14 | 5  | 1  | 8  |    |    |    |                         | —           |
| 1925  | DI   | 20     | 4.°  | 17  | 16 | 9  | 1  | 6  | 23 | 12 | 11 |                         | —           |
| 1926  | DI   | 19     | 2.°  | 32  | 18 | 14 | 4  | 0  | 49 | 15 | 34 |                         | —           |
| 1927  | DI   | 54     | 7.°  | 3   | 12 | 2  | 1  | 9  |    |    |    |                         | —           |
| 1928  | DI   |        |      |     |    |    |    |    |    |    |    |                         | —           |
| 1930  | DI   | 43     | 7.°  | 21  | 22 | 9  | 3  | 10 |    |    |    |                         | —           |
| 1931  | DI   | 38     | 5.°  | 20  | 20 | 8  | 4  | 8  |    |    |    |                         | —           |
| 1932  | DI   |        |      |     |    |    |    |    |    |    |    |                         | —           |
| 1933  | 2D   | 22     | 5.°  | 9   | 12 | 3  | 3  | 6  | 9  | 6  | 3  |                         | —           |

#### Villa Ballester II
Cronología del segundo equipo en categorías de la Argentine Football Association:
| Temp. | Div. | Clubes | Pos. | Pts | PJ | PG | PE | PP | GF | GC | DG | Copa                    | Otras copas |
| ----- | ---- | ------ | ---- | --- | -- | -- | -- | -- | -- | -- | -- | ----------------------- | ----------- |
| 1905  | 3D   | 31     | SF   |     | 14 | 9  | 1  | 1  |    |    |    | Octavos de final (CCED) | —           |
| 1906  | 3D   | 29     | 5.°  |     | 12 | 3  | 0  | 3  |    |    |    | Semifinales (CCED)      | —           |
| 1917  | 2D   | 72     | 4.°  | 15  | 14 | 6  | 3  | 5  | 13 | 18 | -5 | — (CCED)                | —           |

### Ascensos y descensos
- Tercera División 1903 (Afiliación a AFA)

- Tercera División a Segunda División 1906

- Segunda División a Tercera División 1910

- Tercera División 1910 (Desafiliación de AFA)

- División Intermedia 1913 (Afiliación a AAF)

- División Intermedia a Segunda División 1917

- Segunda División 1918 (Desafiliación de AAF)

- División Intermedia 1920 (Afiliación a AAmF)

- División Intermedia a División Intermedia 1927

- División Intermedia a Segunda División 1933

- Segunda División 1933 (Desafiliación de AAF)

### Goleadas

#### A favor
- Tercera División: 3-0 a Instituto Americano en 1903
- Tercera División: 4-0 a General Belgrano en 1905
- Tercera División: 4-1 a Gimnasia y Esgrima La Plata en 1905
- Tercera División: 5-0 a Estudiantil Porteño II en 1905
- Tercera División: 4-1 a Catedral al Norte en 1905
- Tercera División: 6-0 a Estudiantes IV en 1905
- Tercera División: 4-0 a Estudiantil Porteño II en 1905
- Tercera División: 5-1 a América II en 1905
- Tercera División: 3-0 a Brandzen en 1905
- Tercera División: 3-0 a Porteño II en 1905
- Copa El Diario: 6-0 a Gimnasia y Esgrima en 1905
- Segunda División: 8-0 a Saint George's en 1906
- Segunda División: 6-0 a Belgrano III en 1906
- Segunda División: 5-0 a Belgrano III en 1906
- Copa Bullrich: 4-1 a Racing en 1906
- Segunda División: 7-1 a Victoria en 1907
- Segunda División: 8-0 a San Isidro II en 1907

#### En contra
- Tercera División: 3-0 de Barracas III en 1903
- Tercera División: 3-0 de San Martín  en 1903
- Tercera División: 4-1 de Estudiantes IV en 1904
- Tercera División: 7-1 de Alumni II en 1905
- Segunda División: 5-2 de San Isidro II en 1907
- Segunda División: 3-0 de Porteño III en 1907

### Palmarés
| Organizados por AAF y AAmF          | Organizados por AAF y AAmF | Organizados por AAF y AAmF |
| Competición nacional                | Títulos                    | Subcampeonatos             |
| ----------------------------------- | -------------------------- | -------------------------- |
| División Intermedia (0/2)           |                            | 1921, 1922                 |
| Copa de Competencia El Diario (1/1) | 1914                       | 1905                       |